# Papayan
Papayan is een bestuurslaag in het regentschap Tasikmalaya van de provincie West-Java, Indonesië. Papayan telt 4575 inwoners (volkstelling 2010).